# Holzweiher (Haundorf)
Der Holzweiher liegt zwischen den Orten Büchelberg und Haundorf im mittelfränkischen Landkreis Weißenburg-Gunzenhausen.
Der etwa zwei Hektar große Weiher liegt am Rand des Spalter Hügellands im Fränkischen Seenland unweit westlich des Ortes Eichenberg, südwestlich von Haundorf und nordöstlich von Büchelberg am Fuße des Büchelbergs inmitten des Haundorfer Waldes auf einer Höhe von 426 m ü. NHN. Gespeist wird der Weiher von mehreren namenlosen Bachläufen, die südwestlich von Haundorf entspringen.
Der Holzweiher gehört zusammen mit den südlich und südöstlich anliegenden Stillgewässern Schleißbühlweiher und Haundorfer Weiher zu einer Weiherkette. Nicht zur Weiherkette gehören die unweit südöstlich befindlichen Eichenberger Weiher, Branderweiher, Speckweiher und Schnackenweiher.